# Populus mexicana subsp. dimorpha
Populus mexicana subsp. dimorpha  (лат.), ранее Populus dimorpha (лат.) — подвид тополя мексиканского, лиственные деревья из рода Тополь семейства Ивовые (Salicaceae), эндемик Мексики.

## Описание
Быстро растущие деревья достигающие 30 м в высоту, с широкой и раскидистой кроной, часто с длинными поникающими ветвями, плотно покрытыми листвой. 
Почки крупные, притуплённые, слегка смолистые или почти несмолистые. 
Новые листья распускаются во время цветения, в это время прежние листья все еще остаются на ветвях и начинают опадать. 
Форма листьев, в зависимости от возраста дерева различная. Листья зрелого растения сидят на сжатых по бокам черешках длиной 4—8,5 см, листовые пластинки зелёные и глянцевые с обеих сторон, длиной 5,5—12 см, треугольной формы, их ширина примерно равна длине. Листья молодых растений (у проростков, на побегах и тонких мелких ветвях у более крупных деревьев) походят на листву ивы, они значительно уже и мельче, чем у взрослых тополей, сидят на более укороченных черешках.
Цветение длится с января по февраль.

## Распространение и местообитания
Произрастает в поймах всех крупных рек западной прибрежной равнины от реки Яки в штате Сонора до Пиастла в штате Синалоа. Часто встречается долинах на севере, хотя весьма редок к югу от реки Сан-Лоренцо в штате Синалоа. 
Встречается среди зарослей лиственных тропических лесов на территории южной части штата Сонора, на высотах от уровня моря до 395 метров (1300 футов). Селится по берегам рек, в прибрежных низинах и вдоль ручьёв и ирригационных водоёмов, по краям орошаемых сельскохозяйственных угодий, а иногда и в придорожных канавах.

### Экология
Этот тополь когда-то образовывал обширные леса из огромных деревьев, располагавшихся в нижнем течения рек Майо и Яки, а также в окрестностях нижнего течения реки Фуэрте и других речек в штате Синалоа. 
В верховьях реки Яки встречается другой внешне схожий тополь — Populus fremontii.
Хотя сохранилось большое количество отдельных деревьев и небольших рощ, немногие остатки некогда величественных лесов находятся под угрозой исчезновение из-за ирригационной деятельности вдоль этих рек. В нижнем течении Майо и Яки много проростков, но укоренившихся побегов относительно мало. Эти деревья, произрастающие около рек, часто поражаются множеством растений-паразитов Psittacanthus calyculatus, с хорошо заметными эффектными ярко-оранжевыми цветками. Некоторые виды гусениц (из рода Malacosoma) часто встречаются на этих деревьях.

## Значение и применение
Коренные жители с берегов рек Майо и Яки традиционно ценят эти деревья, культивируют их вокруг домов, формируя защитные лесопосадки, а также высаживают вдоль водотоков и около дренажных систем.
Древесина этого тополя мягкая, она является одним из излюбленных материалов для изготовления масок «Pascola», а ветви со свежей зелёной листвой используются в религиозных церемониях и праздниках.
Из коры варят традиционное снадобье, которое используют для нанесения на раны и ушибы.

## Таксономия
Populus mexicana subsp. dimorpha (Brandegee) Eckenw., Journal of the Arnold Arboretum 58(3): 197. 1977. 
Первоначально растение описывалось как самостоятельный вид Populus dimorpha Brandegee , Zoë 5 №10: 197,198. 1905.
Видовой эпитет дан за возрастную двойственность формы листьев. 
Второй подвид мексиканского тополя — Populus mexicana subsp. mexicana встречается в восточной и южной части Мексики.

### Систематика
Подвиды отличаются преимущественно формой листьев взрослых деревьев, у подвида dimorpha листья сильнее заострённые, чем у подвида mexicana. Подвиды также различаются по количеству семязачатков (6—9 у подвида mexicana, (8—) 11—15 у подвида dimorpha). 
Южные популяции, произрастающие в штатах Оахака и Чьяпас занимают промежуточное положение по этим характеристикам, что подтверждает близость этих двух таксонов.